# Carlyle (Saskatchewan)
Carlyle è un comune del Canada, situato nella provincia del Saskatchewan, nella divisione No. 1.